# 德拉旺群島

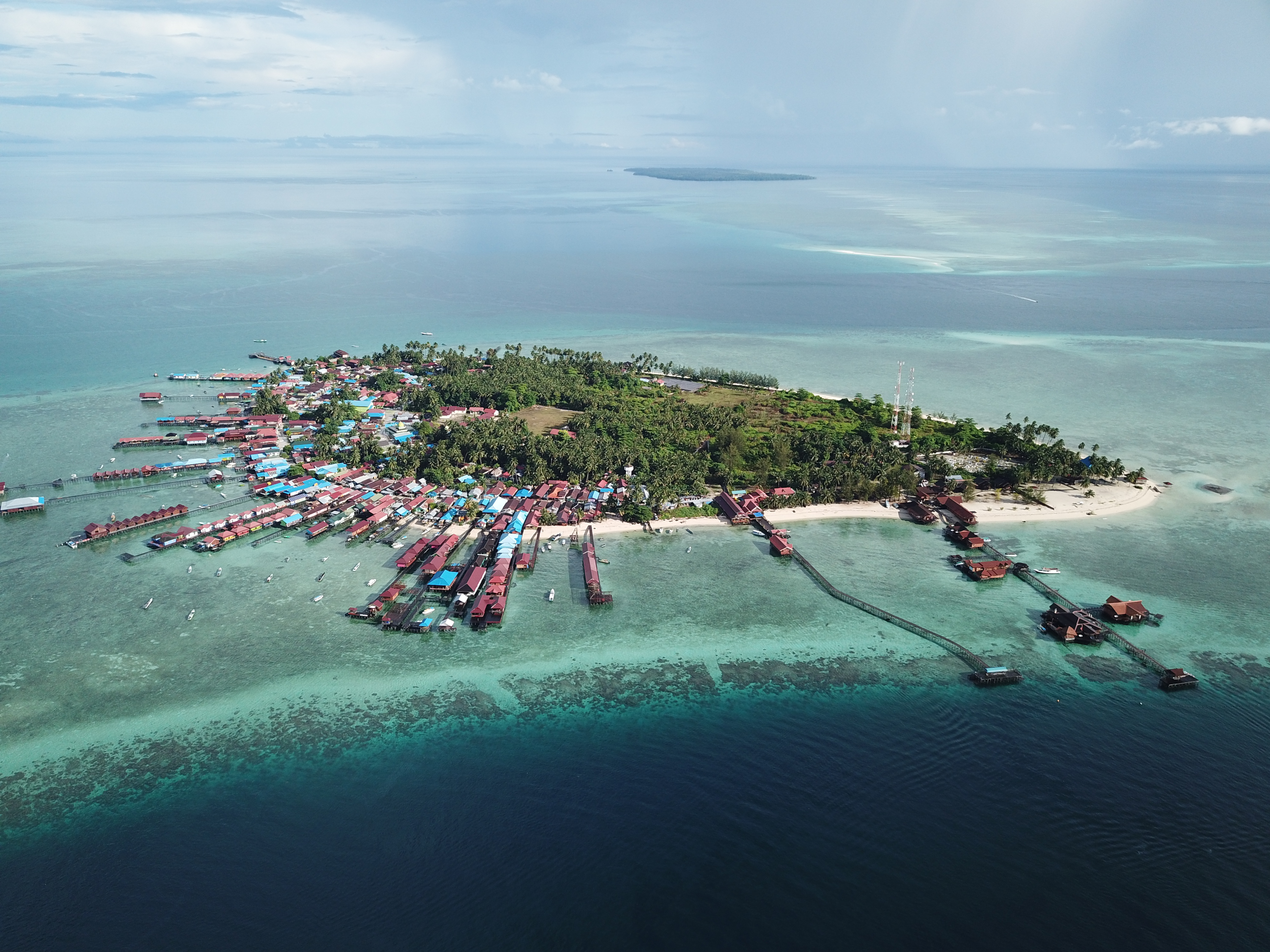
德拉旺群岛航拍

德拉旺群島是印度尼西亞東加里曼丹省的群島，位於西里伯斯海，31個島嶼中只有2個有人居住，居民以捕魚為生。群島有豐富的生物多樣性，有872種珊瑚魚、502種珊瑚生長，也是印尼最大的綠海龜産卵地。
德拉旺群島上的卡卡班島中央的巨大鹹水湖有數千隻水母棲息，吸引了一些潛水客觀光。